# Черноморские проливы
Черномо́рские проли́вы (тур. Türk Boğazları, греч. Τα Στενά των Δαρδανελίων και του Βοσπόρου или τα Στενά) — совокупность двух морских проливов, Босфора и Дарданелл, расположенных в Мраморноморском регионе северо-западной Турции. К зоне проливов зачастую относят и находящееся между ними Мраморное море с окрестностями.

## Описание

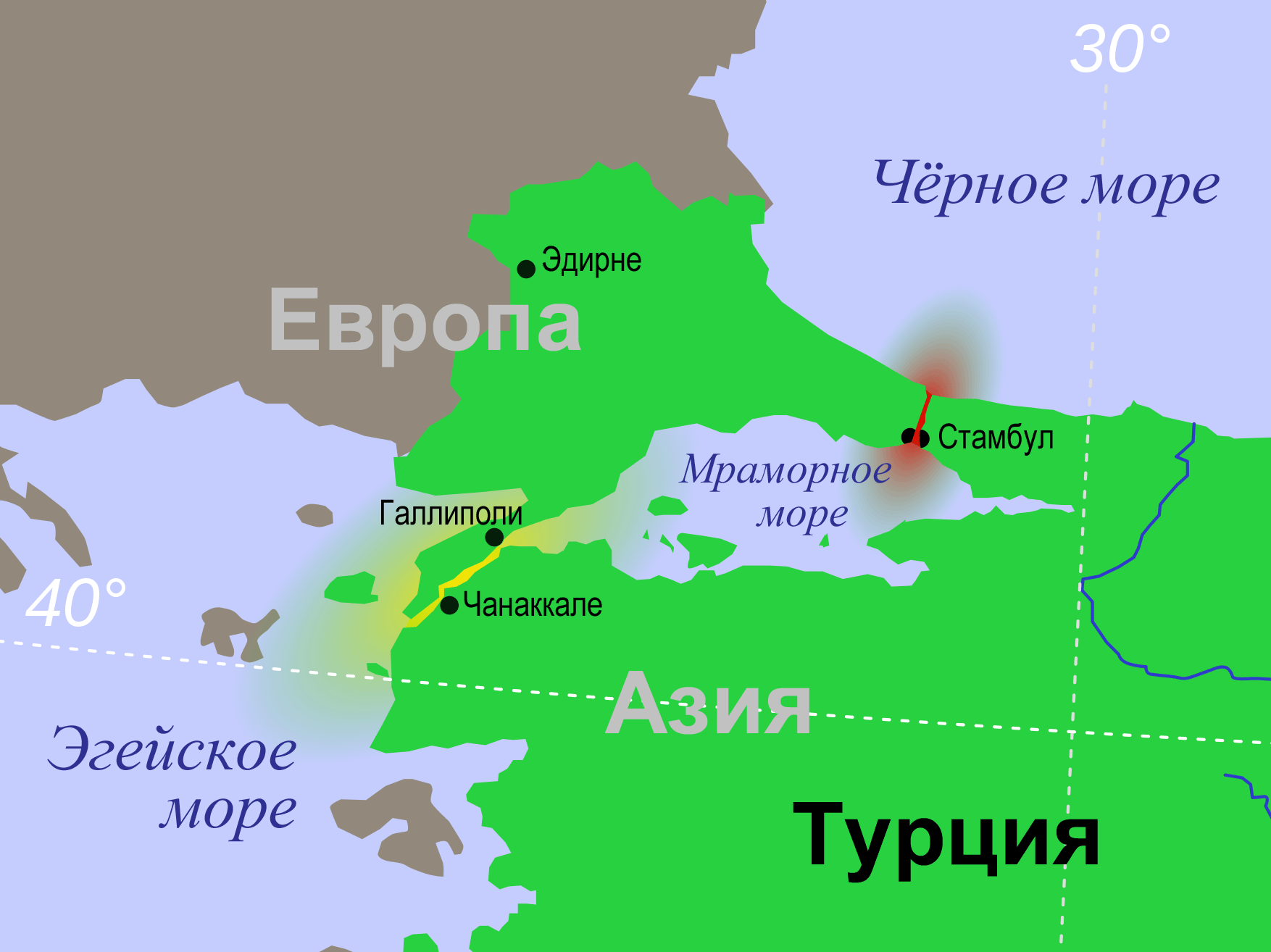
Пролив Босфор
Пролив Дарданеллы

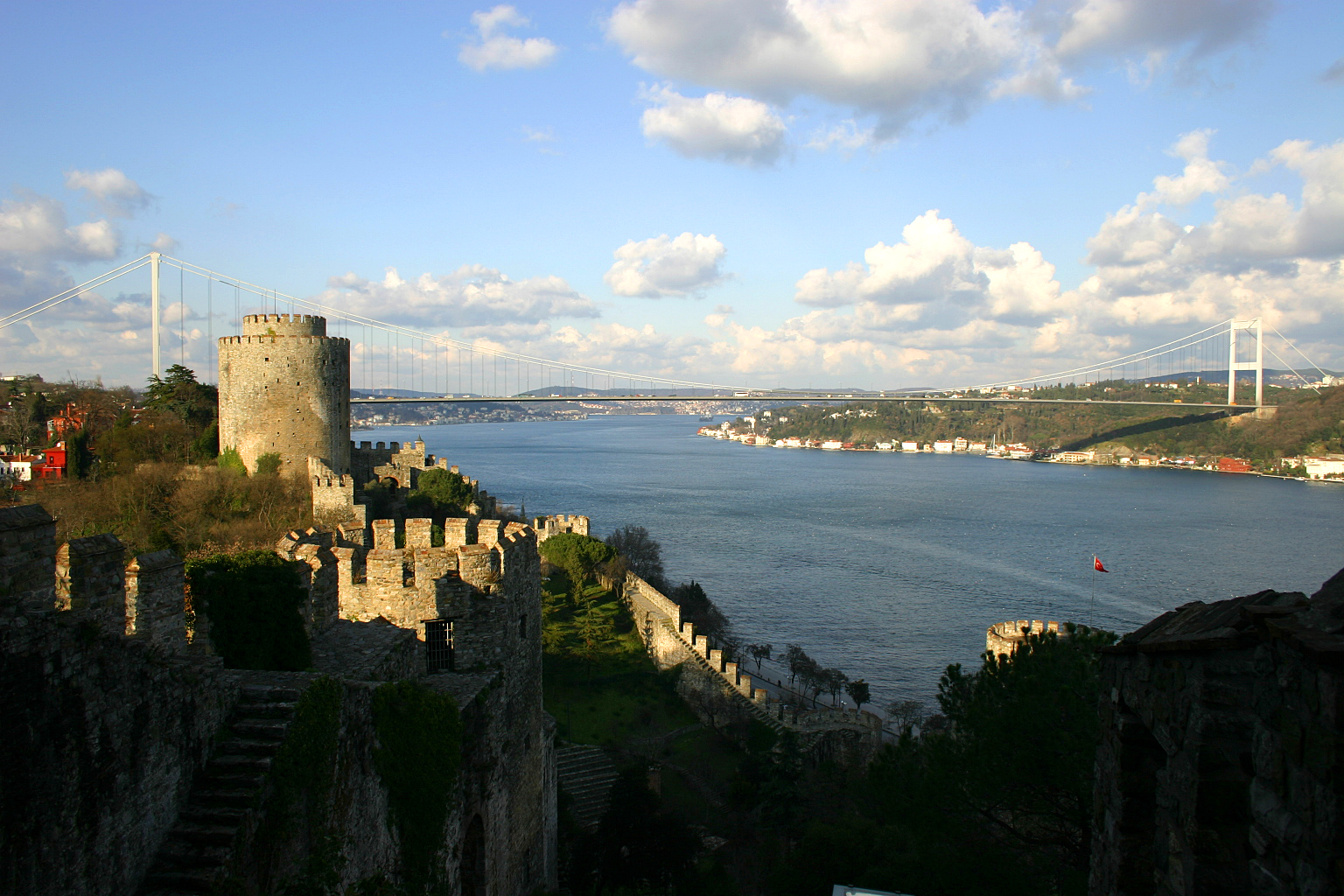
Пролив Босфор из Румельской крепости

Черноморские проливы последовательно соединяют Чёрное море с Мраморным, а Мраморное — с Эгейским, которое является частью Средиземного. Они же отделяют Европу (Фракию) от Малой Азии (Анатолии). Проливы обеспечивают доступ к Средиземному морю и мировым океанам большой части России, Украины, Закавказья и стран юго-восточной Европы. Помимо сельскохозяйственных и промышленных товаров, значимую долю экспорта через проливы составляет нефть из России и остальных стран Прикаспия.

### Босфор
Босфо́р (тур. İstanbul Boğazı, греч. Βόσπορος) — пролив, соединяющий Чёрное море с Мраморным. Длина около 30 км, максимальная ширина 3700 м на севере, минимальная ширина пролива 700 метров. Глубина фарватера от 36 до 124 м. На обеих сторонах Босфора расположен исторический город Константинополь, ныне Стамбул.
Берега пролива соединяют три моста: Босфорский мост длиной 1074 метров (завершён в 1973 году), Мост Султана Мехмеда Фатиха длиной 1090 метров (построен в 1988 году) в 5 км к северу от первого моста и автомобильно-железнодорожный Мост Султана Селима Грозного (длина 1408 м; завершён в 2016).
В 2013 году был открыт и железнодорожный тоннель Мармарай, который объединил транспортные системы Стамбула, находящиеся в европейской и азиатской частях города, в декабре 2016 году был открыт автомобильно-железнодорожный тоннель Евразия.

### Дарданеллы
Дардане́ллы (тур. Çanakkale Boğazı, греч. Δαρδανέλλια), древнегреческое название — Геллеспо́нт. Пролив между европейским полуостровом Галлиполи и северо-западом Малой Азии. Он соединяет Мраморное море с Эгейским. Координаты Дарданелл — 40°15' северной широты и 26°31' восточной долготы. Длина пролива составляет 61 километр, ширина — от 1,2 до 6 километров. Средняя глубина фарватера — 55 метров.
К 2022 году в рамках транспортного кольца вокруг региона Мраморного моря был возведён мост Чанаккале-1915 через пролив Дарданеллы. Строительство было начато в 2016 году, когда специально оборудованное судно приступило к буровым работам перед установкой опор. Мост Чанаккале-1915 стал самым длинным подвесным мостом в мире, длина основного пролёта составила 2023 метра. До этого переправу через Дарданеллы наводили лишь однажды в 480 году до нашей эры, когда по приказу персидского царя Ксеркса I соорудили понтонную переправу из связанных между собой кораблей от Абидоса к Сесту.

## Вопрос о проливах
Из-за стратегически важного геополитического положения черноморских проливов их статус со времён античной Троянской войны неоднократно вызывал международную напряжённость и служил предметом озабоченности стран-соперниц, особенно в периоды ослабления и смены той или иной из основных великих держав.
Пока Византийская империя, а после её падения Османская империя господствовали на Чёрном море, вопрос о Проливах фактически был внутренним делом этих государств, а потому более десяти веков не стоял в международной повестке дня. Однако к концу XVII века обстановка существенно изменилась: на побережье Азовского и Чёрного морей вышла Россия — и актуальность контроля над зоной проливов повысилась, составив впоследствии важную часть «восточного вопроса». С этого времени и вплоть до 1917 года вопрос о Черноморских проливах был одним из ключевых для российской внешней политики.
Во времена заката Османской империи на Лондонской конференции в 1841 году было принято решение о закрытии Проливов для прохода чьих бы то ни было военных судов в мирное время. По секретному соглашению 1915 года проливы передавались Российской империи. С точки зрения современного международного права зона Проливов является «открытым морем» и с 1936 года управляется согласно положениям Конвенции Монтрё о статусе проливов при сохранении над последними суверенитета Турецкой республики.
Согласно Конвенции, торговые суда всех стран обладают свободой прохода через проливы как в мирное, так и в военное время. Однако режим прохода военных кораблей различен в отношении черноморских и нечерноморских государств. При условии предварительного уведомления властей Турции черноморские державы могут проводить через проливы в мирное время свои военные корабли любого класса. Для военных кораблей нечерноморских держав введены существенные ограничения по классу (допускаются лишь мелкие надводные корабли), по тоннажу и сроку пребывания.
В случае участия Турции в войне, а также если Турция посчитает, что ей непосредственно угрожает война, ей предоставлено право разрешать или запрещать проход через проливы любых военных судов. Во время войны, в которой Турция не участвует, проливы должны быть закрыты для прохода военных судов любой воюющей державы.
На 2020 год последним военным случаем (не считая учений), когда предусмотренные Конвенцией механизмы были задействованы, стала война в Грузии в августе 2008 года: через проливы в сторону грузинских портов Батуми и Поти тогда проследовал ряд военных кораблей Шестого флота ВМС США. В ходе вторжения России на территорию Украины Турция блокировала прохождение любых военных судов.